# كاو بينج
كاو بينج هو موزع صيني، ولد في 1925 في جيانغن في الصين.